# La oración del huerto (El Greco y taller)
La Oración del huerto de Getsemaní  fue un tema tratado varias veces por taller del Greco. En su catálogo razonado, Harold Wethey cita diversas obras de esta procedencia, tanto del tipo I —formato apaisado— como del tipo II —formato vertical— si bien algunas de ellas fueron destruidas durante la guerra civil española, y otras son actualmente ilocalizables.

## Versiones del tipo I

### Versión de lasEscuelas Pías de San Antón

#### Datos técnicos y registrales
- Pintura al óleo sobre lienzo;
- Dimensiones: 190 x 129 cm;
- Datación: finales del siglo XVII;
- Tiene una rara inscripción sobre la roca de la derecha, más tardía que el resto de la obra: «Aº Gº Thatocopoli f.16 y 16 Toledo»;
- Catalogado por Wethey con la referencia X-12, y por Tiziana Frati con el n º. 180.[2]

#### Comentario sobre la obra
Es una variante del tipo I, aunque el formato sea más alto que ancho. La pintura es de una apreciable calidad, aunque con cierta dureza del dibujo y del modelaje. El manto marrón del ángel no es como el del prototipo, pero si lo son las vestimentas rojas y azules de Cristo.

### Versión antes en el convento de Agustinas Recoletas, deLeón

#### Datos técnicos y registrales
- Pintura al óleo sobre lienzo;
- No constan las dimensiones;
- Catalogado por Wethey con la referencia X-13.

#### Comentario sobre la obra
Se sabe poco de esta obra, que fue destruida durante la Guerra Civil.

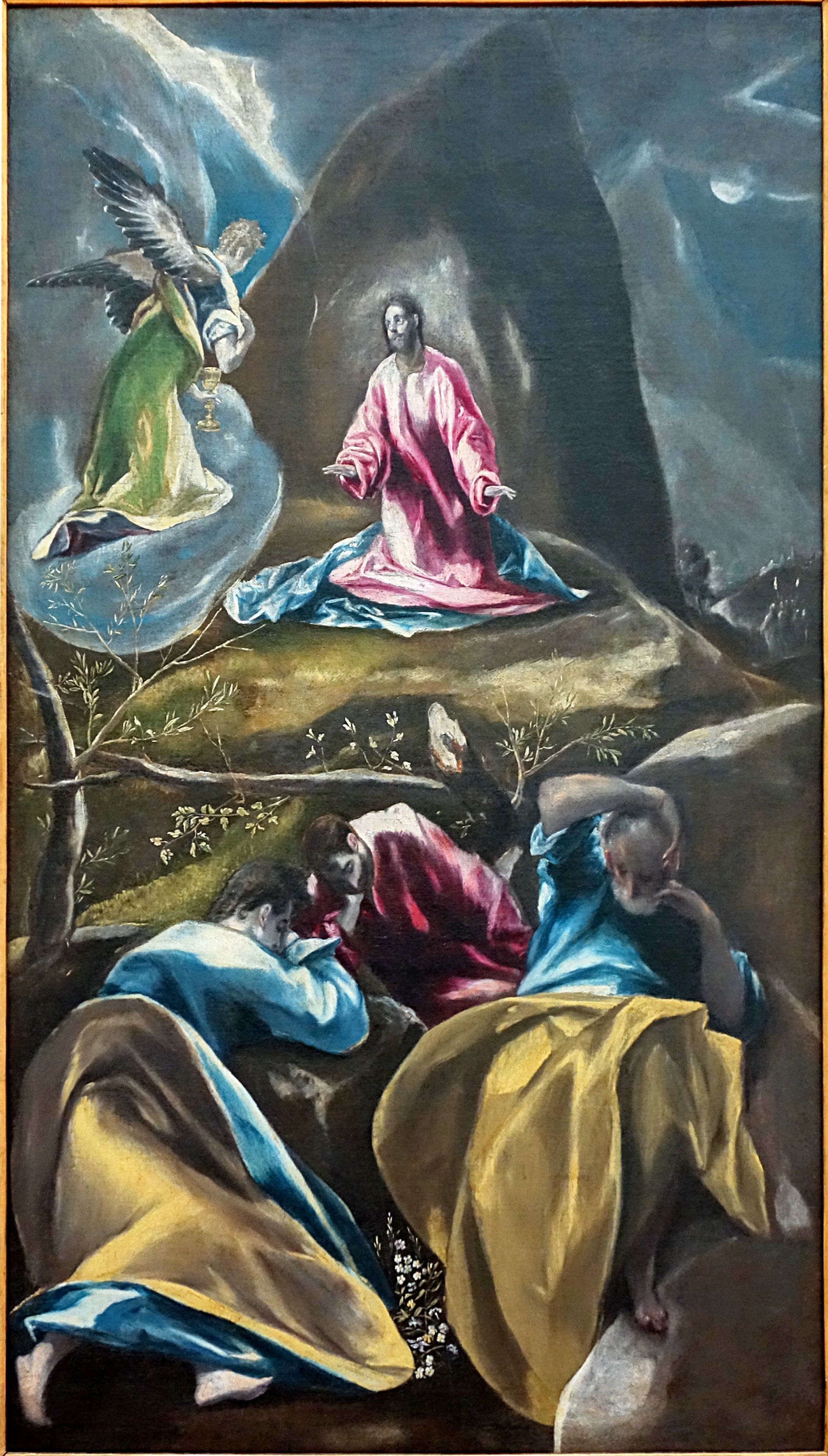
Versión del Palais des Beaux-Arts de Lille

## Versiones del tipo II

### Versión del Palais des Beaux-Arts de Lille

#### Datos técnicos y registrales
- Palais des Beaux-Arts de Lille;[5]
- Pintura al óleo sobre lienzo;
- Dimensiones: 138 x 92 cm;
- Datación: ca; (1600-1610, según el museo);[6]
- Catalogado por Wethey con la referencia X-14, y por Tiziana Frati con el n º. 153-d.[7]

#### Comentario sobre la obra
Según Wethey, el estado de conservación de este lienzo no es óptimo. El ángel viste de verde sobre una túnica blanca. Los apóstoles del primer término llevan una túnica azul y ropage amarillento. El apóstol central viste de rosa, y la túnica de Cristo es del mismo color, en lugar del rojo oscuro de las otras versiones del tipo-II.

#### Procedencia
- Legado de Mlle. Cottini, el año 1879.

### Versión antiguamente en la colección Contini Bonacossi

#### Datos técnicos y registrales
- Pintura al óleo sobre lienzo;
- Dimensiones: 74 x 44 cm;
- Datación: 1600-1625;
- Firmado en la parte inferior derecha, con letras griegas en cursiva: δομήνικος θεοτοκóπουλη (sic) ε'ποíει;
- Catalogado por Wethey con la referencia X-15. y por Tiziana Frati con el n º. 153-e.[9]

#### Comentario sobre la obra
Según Wethey, es una copia pobre de La oración del huerto (Budapest), pero la coloración es idéntica a la de la versión de Lille. Algunos espacios de la firma no son correctos, pero otras peculiaridades similares aparecen en firmas auténticas.

#### Procedencia
- Dr.Gómez, Madrid (1915);
- Kunsthandels, Lucerne;
- Knoedler, New York, 1915;
- Contini Bonacossi, Florència;
- Comprador anónimo; Christie's, New York, 26 de enero de 2005, lot 311, com a 'Studio of El Greco' ($262,400).[11]